# Marek Sapetto
Marek Sapetto (ur. 8 listopada 1939 w Końskich, zm. 6 czerwca 2019) – polski malarz i grafik, profesor sztuk plastycznych, wykładowca Akademii Sztuk Pięknych w Warszawie.

## Życiorys

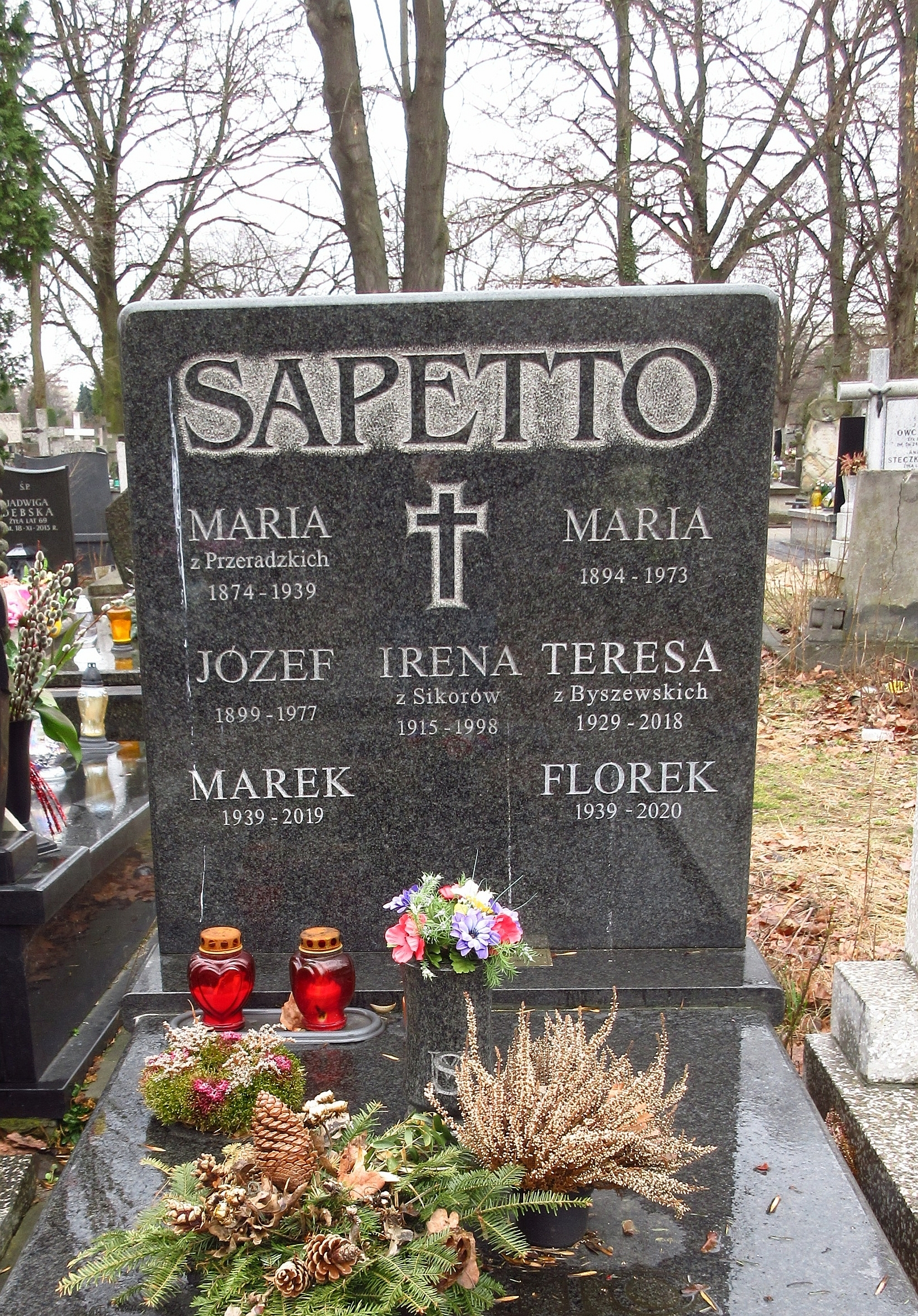
Grób profesora Marka Sapetty na cmentarzu Bródnowskim

W latach 1960–1966 studiował na Wydziale Malarstwa i Grafiki ASP w Warszawie. Dyplom w zakresie malarstwa uzyskał w pracowni Michała Byliny. W 1971 rozpoczął pracę dydaktyczną w macierzystej uczelni. Początkowo był asystentem na Wydziale Malarstwa w pracowni Ludwika Maciąga. W 1990 otrzymał tytuł profesora sztuk plastycznych.
Był przedstawicielem nurtu Nowej Figuracji i Ruchu Kultury Niezależnej lat 80.
W 1983 otrzymał Nagrodę Nagrodę Kulturalną „Solidarności” przyznawaną przez Komitet Kultury Niezależnej.
18 czerwca 2019 został pochowany na cmentarzu Bródnowskim w Warszawie (Kw. 30I-I-22).